# Morchella sextelata
A Morchella sextelata é uma espécie de fungo da família Morchellaceae. Descrita como nova para a ciência em 2012, ela é encontrada na América do Norte (em Washington, Idaho, Montana, Wyoming, Novo México e Território de Yukon). Também foi encontrada na China, embora não se saiba se isso é resultado de uma introdução acidental ou dispersão natural. Os ascomas têm um píleo aproximadamente cônico de até 7,5 cm de altura e 5 cm de largura, com uma superfície de caroços dispostos verticalmente. O píleo é inicialmente amarelado a marrom, mas escurece até ficar quase preto na maturidade. O estipe é branco e oco, medindo de 2 a 5 cm de altura por 1 a 2,2 cm de largura.
A Morchella sextelata é uma das quatro espécies de cogumelos morel adaptadas a incêndios florestais no oeste da América do Norte, sendo as outras a M. capitata, a M. septimelata e a M. tomentosa. A M. sextelata não pode ser distinguida de forma confiável da M. septimelata sem o uso de análise de DNA.

## Taxonomia
A Morchella sextelata foi originalmente identificada como a espécie filogenética "Mel-6" no clado Elata, rico em espécies (morel marrons), elucidado pelo microbiologista Kerry O'Donnell e colegas em uma publicação de 2011. O epíteto específico sextelata faz alusão a esse nome preliminar. Embora a M. sextelata não se distinga da Morchella septimelata pelas características físicas ou ecológicas, elas são claramente espécies geneticamente distintas e podem ser diferenciadas pela comparação de sequências de DNA ou pela análise de polimorfismo de comprimento de fragmentos de restrição. Acredita-se que a especiação alopátrica tenha sido a força evolutiva motriz que fez com que a M. sextelata divergisse de seus ancestrais há aproximadamente 25 milhões de anos. Os espécimes originais coletados foram obtidos como parte do Morel Data Collection Project, um esforço de pesquisa projetado para melhorar a compreensão de morels da América do Norte.

## Descrição

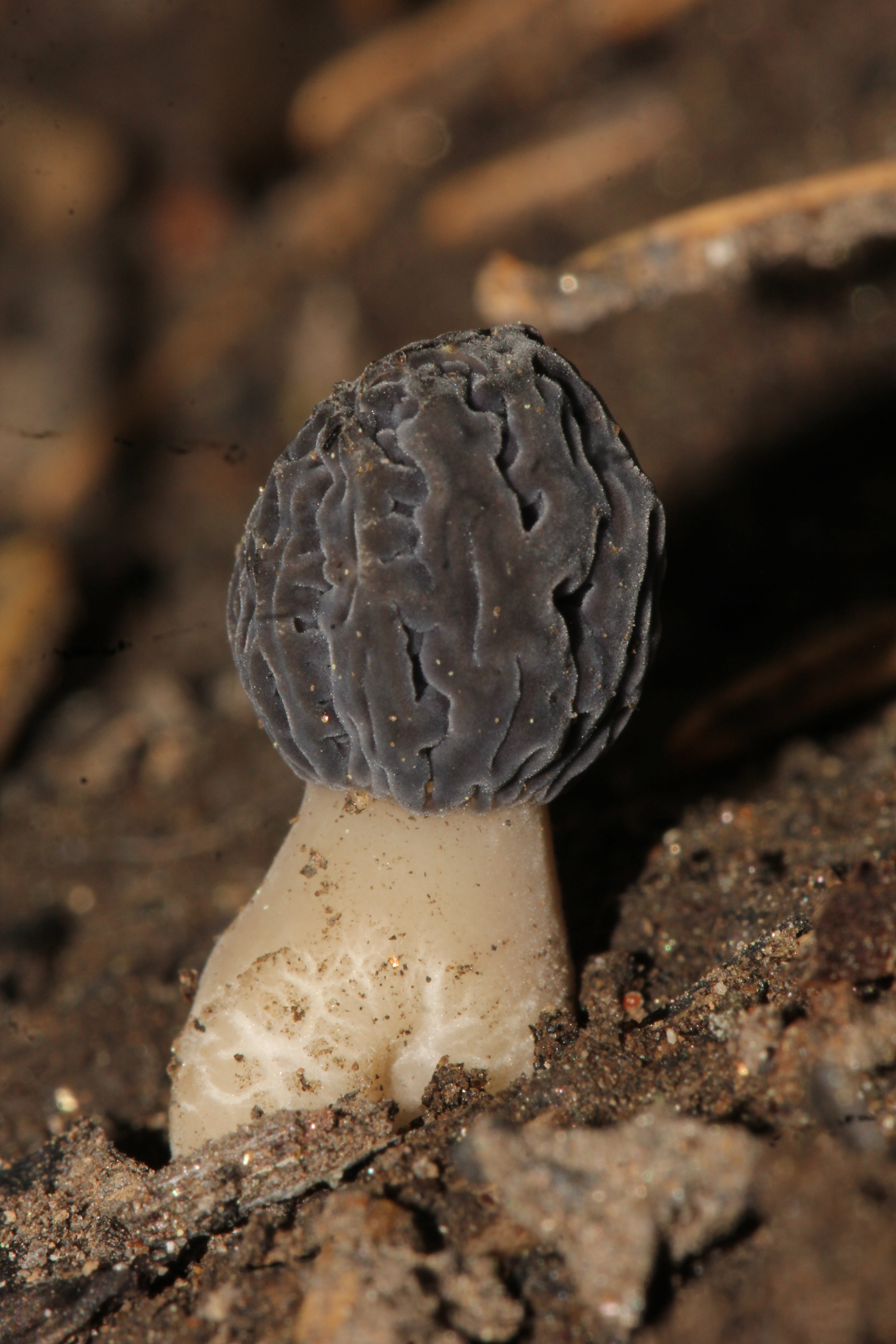
Um ascoma imaturo

Os ascomas têm de 4 a 10,5 cm de altura, com um píleo cônico de 2,5 a 7,5 cm de altura e de 2 a 5 cm de largura no ponto mais largo. A superfície do píleo apresenta buracos e sulcos, formados pela interseção de 12 a 20 sulcos verticais primários e sulcos verticais secundários mais curtos e frequentes, com sulcos horizontais afundados ocasionais. O píleo é preso ao estipe por um seio com cerca de 2 a 4 mm de profundidade e 2 a 4 mm de largura. As cristas são lisas ou muito finamente tomentosas (cobertas por filamentos densamente emaranhados). Inicialmente, são incolores, tornando-se castanho-claro, depois marrom-acinzentado escuro na maturidade e, por fim, escurecendo até quase preto. São achatados quando jovens, mas as vezes se tornam afiados ou erodidos na maturidade. Os sulcos são um pouco alongados verticalmente. São lisos, marrons a amarelados, bronzeados a rosados e amarelados.
O estipe esbranquiçado a marrom-claro tem de 2 a 5 cm de comprimento por 1,0 a 2,2 cm de largura e é aproximadamente igual em largura em todo o seu comprimento ou, às vezes, ligeiramente em forma de taco perto da base. Sua superfície é lisa ou coberta de grânulos esbranquiçados. A carne é esbranquiçada, medindo de 1 a 2 mm de espessura na píleo oca; ela pode se tornar estratificada e com câmaras na base do estipe. A superfície interna estéril do píleo é esbranquiçada e pubescente (coberta por "pelos" curtos e macios).
Os esporos são elípticos e lisos, geralmente medindo 18-25 por 10-16 μm. Os ascos (células portadoras de esporos) têm oito esporos, são hialinos (translúcidos), cilíndricos e medem de 200 a 325 por 5 a 25 μm. As paráfises são cilíndricas, septadas e medem de 175 a 300 por 2 a 15 μm. Suas pontas têm formatos variados, desde arredondados até em forma de taco e em forma de fusível. O conteúdo das paráfises é hialino (translúcido) a levemente amarronzado em hidróxido de potássio (KOH) diluído. As hifas nas cristas do píleo estéril são septadas e medem de 50 a 180 por 5 a 25 μm. As células terminais têm formato variável (semelhante ao das paráfises) e apresentam conteúdo marrom em KOH.
As Morchella norte-americanas são geralmente consideradas comestíveis recomendados, mas a comestibilidade da M. sextelata não foi mencionada em sua descrição original.

### Espécies semelhantes
A Morchella sextelata é morfologicamente indistinguível de várias outras espécies de morel no clado M. elata, incluindo M. septimelata, M. brunnea, M. angusticeps e M. septentrionalis. A M. septimelata pode ser distinguida dessas três últimas semelhantes pelo habitat ou pela distribuição: M. brunnea é encontrada em florestas não queimadas do oeste da América do Norte; M. angusticeps é encontrada a leste das Montanhas Rochosas; e M. septentrionalis é restrita a uma distribuição ao norte (cerca de 44°N em direção ao norte) no leste da América do Norte. A M. septimelata, entretanto, também cresce em locais de queimadas e, portanto, é morfológica e ecologicamente indistinguível da M. sextelata. Embora existam diferenças sutis na estrutura das cristas estéreis entre as espécies, os autores não estavam confiantes de que um número suficiente de espécimes havia sido examinado para estabelecer que essas diferenças eram consistentes.

## Habitat e distribuição

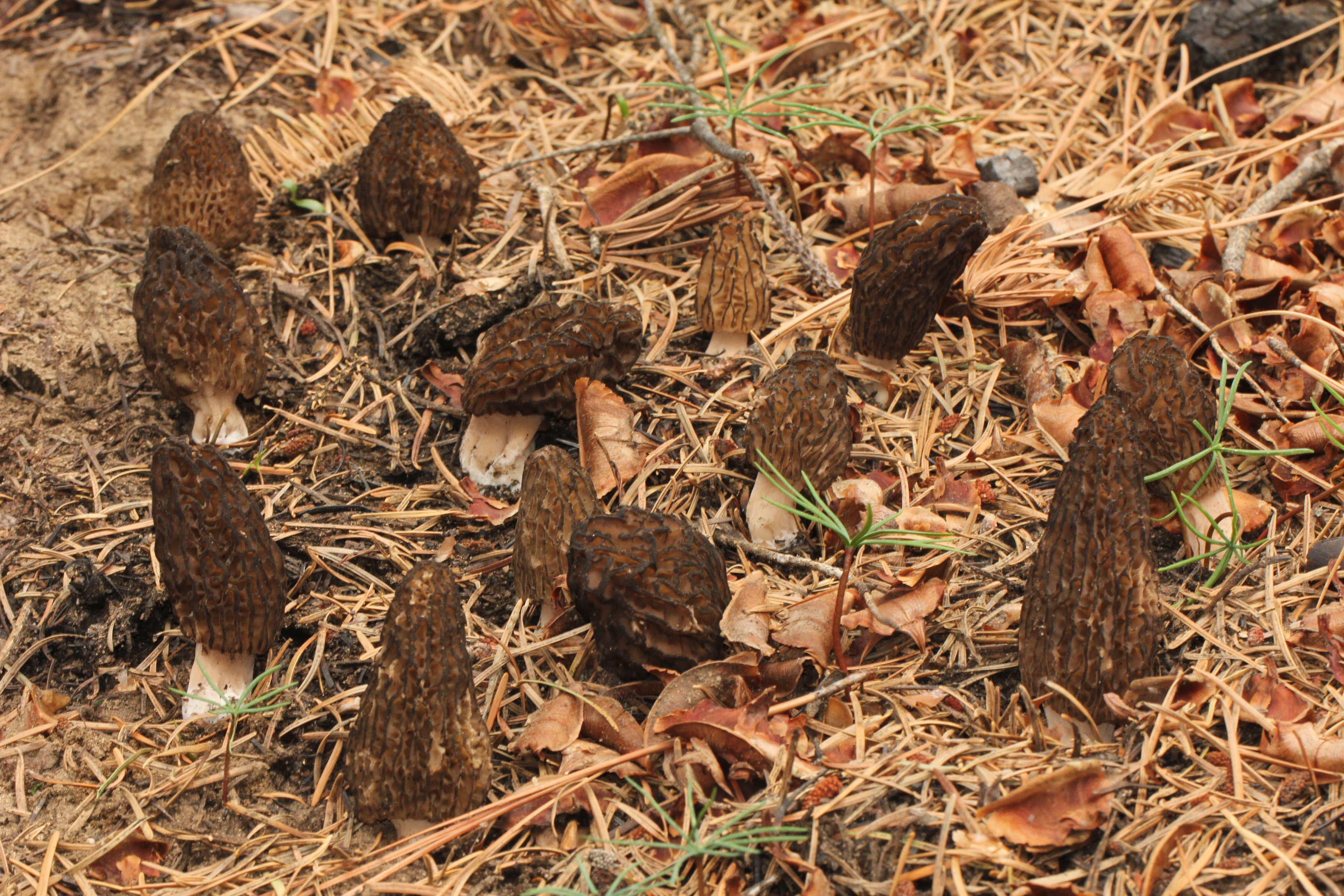
Um grupo de ascomas no Parque Nacional de Yosemite, na Califórnia, em uma área queimada pelo Rim Fire de 2013.

A Morchella sextelata pode ser saprófita ou micorrízica em diferentes momentos de seu ciclo de vida. Seus ascomas crescem em florestas de coníferas parcialmente queimadas, especialmente aquelas dominadas por Pseudotsuga menziesii e Pinus ponderosa. Eles tendem a aparecer em grande número no ano imediatamente após o incêndio e aparecem em frequência decrescente nos anos seguintes. A frutificação ocorre de abril a julho, em altitudes entre 1.000 e 1.500 m. A distribuição inclui Washington, Idaho, Montana, Wyoming e o Território de Yukon. A M. sextelata também foi encontrada na China, mas ainda não está claro se a dispersão entre esses locais distantes ocorreu naturalmente ou por meio da introdução acidental por seres humanos.
Foi demonstrado que a Morchella sextelata, identificada como espécie filogenética "Mel-6", coloniza a espécie não nativa Bromus tectorum como um endófito, aumentando o crescimento geral da grama, bem como a abundância de sementes e sua tolerância ao calor extremo (60-65°C). Essa é uma hipótese que contribui para o sucesso do Bromus tectorum como uma espécie invasora no oeste da América do Norte.